# Himmeleck
Das Himmeleck ist kein selbstständiger Berg, sondern eine 2152 m ü. NHN hohe Graskuppe der südlichen Bergschulter des Schnecks in den Allgäuer Alpen. Diese Bergschulter senkt sich vom Schneck-Vorgipfel zum Himmelecksattel. Häufig wird auch der Himmelecksattel als Himmeleck bezeichnet.
Am Himmeleck finden sich botanische Seltenheiten wie die Schwefelgelbe Alpenanemone.